# Jocs Olímpics d'Hivern de 1956
Els Jocs Olímpics d'Hivern de 1956, oficialment anomenats VII Jocs Olímpics d'Hivern, es van celebrar a la ciutat de Cortina d'Ampezzo (Itàlia) entre els dies 26 de gener i 5 de febrer de 1956. Hi participaren un total de 821 esportistes (687 homes i 134 dones) de 32 comitès nacionals que competiren en 6 esports i 24 especialitats.

## Antecedents i ciutats candidates
La ciutat de Cortina d'Ampezzo havia estat escollida per a la realització dels Jocs Olímpics d'Hivern de 1944 en la 38a Sessió del Comitè Olímpic Internacional, si bé aquests Jocs hagueren de ser suspesos per l'esclat de la Segona Guerra Mundial.
Des d'aquell moment el Comitè Olímpic Italià intentà aconseguir la nominació de la ciutat per poder ser seu d'uns Jocs Olímpics, aconseguint entrar en la lluita per als Jocs Olímpics d'Hivern de 1952 que finalment es realitzaren a Oslo (Noruega). En la 43a Sessió del COI realitzada el 29 d'abril de 1949 a la ciutat de Roma s'escollí la ciutat de Cortina d'Ampezzo per davant de:
| Ciutat            | CON          | Ronda 1 |
| Cortina d'Ampezzo | Itàlia       | 31      |
| Mont-real         | Canadà       | 7       |
| Colorado Springs  | Estats Units | 2       |
| Lake Placid       | Estats Units | 1       |

## Comitès participants
En aquests Jocs Olímpics participaren un total de 821 competidors, entre ells 687 homes i 134 dones, de 32 comitès nacionals diferents.
Participaren per primera vegada en uns Jocs Olímpics d'hivern els comitès de Bolívia, Iran i la Unió Soviètica; retornaren a la competició Corea del Sud, Liechtenstein i el Turquia. Argentina, Dinamarca, Nova Zelanda i Portugal no participaren en aquests Jocs. Els atletes de l'Alemanya Occidental i l'Alemanya Oriental competiren unificats amb el nom d'Equip Unificat d'Alemanya.
| - Alemanya (63) - Austràlia (8) - Àustria (60) - Bèlgica (4) - Bolívia (1) - Bulgària (7) - Canadà (37) - Corea del Sud (4) - Espanya (9) - Estats Units (69) - Finlàndia (31) |  | - França (32) - Grècia (3) - Hongria (2) - Islàndia (7) - Itàlia (65) - Iran (3) - Iugoslàvia (17) - Japó (10) - Liechtenstein (8) - Líban (3) - Noruega (45) |  | - Països Baixos (8) - Polònia (45) - Regne Unit (45) - Romania (19) - Suècia (58) - Suïssa (59) - Turquia (4) - Txecoslovàquia (41) - Unió Soviètica (53) - Xile (3) |

## Competició

### Esports disputats
Un total de 6 esports foren disputats en aquests Jocs Olímpics, realitzant-se un total de 24 proves, ampliant-se en dues proves més d'esquí de fons. La Unió Soviètica intentà aconseguir la inclusió de proves femenines en el patinatge de velocitat sobre gel, si bé el Comitè Olímpic Internacional (COI) ho refusà en el seu 49è Congrés realitzat a Atenes l'any 1954. En aquesta edició no es realitzà cap esport de demostració.

### Calendari
| ● | Cerimònia d'obertura |  | Jornada de competició | ● | Jornada amb finals | ● | Cerimònia de clausura |

| Gener/Febrer 1956      | 26 | 27 | 28 | 29 | 30 | 31 | 1  | 2  | 3  | 4  | 5  | Medalles d'or |
| ---------------------- | -- | -- | -- | -- | -- | -- | -- | -- | -- | -- | -- | ------------- |
| Cerimònies             | ●  |    |    |    |    |    |    |    |    |    | ●  |               |
| Bobsleigh              |    |    | ●  |    |    |    |    |    |    | ●  |    | 2             |
| Hoquei sobre gel       |    |    |    |    |    |    |    |    |    | ●  |    | 1             |
| Patinatge artístic     |    |    |    |    |    |    | ●  | ●  | ●  |    |    | 3             |
| Patinatge de velocitat |    |    | ●  | ●  | ●  | ●  |    |    |    |    |    | 4             |
| Esquí alpí             |    | ●  |    | ●  | ●  | ●  | ●  |    | ●  |    |    | 6             |
| Esquí de fons          |    | ●  | ●  |    | ●  |    | ●  | ●  |    | ●  |    | 6             |
| Combinada nòrdica      |    |    |    |    |    | ●  |    |    |    |    |    | 1             |
| Salt amb esquís        |    |    |    |    |    |    |    |    |    |    | ●  | 1             |
| Medalles d'or totals   |    | 2  | 3  | 2  | 3  | 3  | 3  | 2  | 2  | 3  | 1  | 24            |
| Total acumulat         |    | 2  | 5  | 7  | 10 | 13 | 16 | 18 | 20 | 23 | 24 | 24            |

### Fets destacats
- En aquests Jocs debutà la Unió Soviètica, que va acabar aconseguint la primera posició al medaller general dels Jocs. A diferència del que va passar en els Jocs Olímpics d'Estiu de 1956 celebrats a Melbourne (Austràlia), en els quals es va produir un boicot polític a conseqüència de la participació soviètica en la revolució hongaresa, en aquests Jocs no hi hagué cap contratemps polític.
- Aquests Jocs foren els primers a ser retransmesos per televisió i els últims en els quals la competició de patinatge artístics sobre gel es realitzà a l'exterior.
- El jurament olímpic fou realitzat per Giuliana Minuzzo, esdevenint la primera dona a fer-ho.
- L'esquiador austríac Toni Sailer aconseguí la victòria en les tres provs d'esquí alpí, convertint-se en el primer esquiador a fer-ho. Posteriorment ho realitzà també el francès Jean-Claude Killy en els Jocs Olímpics d'Hivern de 1968 disputats a Grenoble (França).

### Medaller
Deu comitès amb més medalles en els Jocs Olímpics de 1956. País amfitrió ressaltat.
| Jocs Olímpics d'hivern de 1956 | Jocs Olímpics d'hivern de 1956 | Jocs Olímpics d'hivern de 1956 | Jocs Olímpics d'hivern de 1956 | Jocs Olímpics d'hivern de 1956 | Anells Olímpics |
| Posició                        | País                           | Or                             | Plata                          | Bronze                         | Total           |
| 1                              | Unió Soviètica                 | 7                              | 3                              | 6                              | 16              |
| 2                              | Àustria                        | 4                              | 3                              | 4                              | 11              |
| 3                              | Finlàndia                      | 3                              | 3                              | 1                              | 7               |
| 4                              | Suïssa                         | 3                              | 2                              | 1                              | 6               |
| 5                              | Suècia                         | 2                              | 4                              | 4                              | 10              |
| 6                              | Estats Units                   | 2                              | 3                              | 2                              | 7               |
| 7                              | Noruega                        | 2                              | 1                              | 1                              | 4               |
| 8                              | Itàlia                         | 1                              | 2                              | 0                              | 3               |
| 9                              | Alemanya                       | 1                              | 0                              | 1                              | 2               |
| 10                             | Canadà                         | 0                              | 1                              | 2                              | 3               |

#### Medallistes més guardonats
Categoria masculina
| Nom              | CON            | Disciplina             | Or | Plata | Bronze | Total |
| Sixten Jernberg  | Suècia         | Esquí de fons          | 1  | 2     | 1      | 4     |
| Toni Sailer      | Àustria        | Esquí alpí             | 3  | 0     | 0      | 3     |
| Veikko Hakulinen | Finlàndia      | Esquí de fons          | 1  | 2     | 0      | 3     |
| Pàvel Koltxin    | Unió Soviètica | Esquí de fons          | 1  | 0     | 2      | 3     |
| Yevgeny Grishin  | Unió Soviètica | Patinatge de velocitat | 2  | 0     | 0      | 2     |

Categoria femenina
| Nom             | CON            | Disciplina    | Or | Plata | Bronze | Total |
| Liubov Barànova | Unió Soviètica | Esquí de fons | 1  | 1     | 0      | 2     |
| Ràdia Ieróixina | Unió Soviètica | Esquí de fons | 0  | 2     | 0      | 2     |
| Sonja Ruthström | Suècia         | Esquí de fons | 0  | 0     | 2      | 2     |